# Nazanin Zaghari-Ratcliffe
Nazanin Zaghari-Ratcliffe (persa: نازنین زاغری), (26 de desembre de 1978) és una ciutadana iraniano-britànica que va ser detinguda a l'Iran el 3 d'abril de 2016, i estigué empresonada fins al març del 2022, com a part d'una llarga disputa entre Gran Bretanya i l'Iran.

## Primers anys i instal·lació a Gran Bretanya
Nazanin Zaghari-Ratcliffe va néixer i es va criar a Teheran. Va estudiar literatura anglesa a la Universitat de Teheran abans de convertir-se en professora d'anglès. Després del terratrèmol de 2003 a Bam, va treballar com a traductora per a l'esforç de socors de l'Agència de Cooperació Internacional del Japó. Després va treballar per a la Federació Internacional de Societats de la Creu Roja i de la Mitja Lluna Roja i després per a l'Organització Mundial de la Salut com a responsable de comunicacions.
L'any 2007 Zaghari-Ratcliffe es va traslladar al Regne Unit després de rebre una beca per cursar un màster en gestió de la comunicació a la London Metropolitan University. Es va casar allà l'agost de 2009 amb Richard Ratcliffe i d'aquest matrimoni va néixer una filla l'any 2014. Zaghari-Ratcliffe es va convertir en ciutadania britànica el 2013. Torna regularment a l'Iran per veure la seva família que s'ha quedat al país.
Zaghari-Ratcliffe va treballar per a la BBC World Service Trust des de febrer de 2009 fins a octubre de 2010, després per a la Fundació Thomson Reuters.

## Detenció i empresonament
A principis de setembre de 2016, va ser condemnada a cinc anys de presó després en ser declarada culpable de conspirar per enderrocar el govern iranià. Mentre estava a la presó, va fer almenys tres vagues de fam per intentar convèncer les autoritats iranianes perquè li proporcionessin tractament mèdic per als seus problemes de salut. Va ser alliberada temporalment el 17 de març de 2020 durant la pandèmia de la COVID-19 a l'Iran, però subjecta a control electrònic.
L'octubre de 2017, el fiscal general de Teheran va fer afirmar que Zaghari-Ratcliffe estava detinguda per fer "un curs de periodisme en línia persa de la BBC que tenia com a objectiu reclutar i formar gent per difondre propaganda contra l'Iran". Zaghari-Ratcliffe sempre ha negat els càrrecs d'espionatge contra ella, i el seu marit sosté que la seva dona va ser empresonada a causa d'un deute del Regne Unit pel fet de no lliurar tancs a l'Iran el 1979.
El 7 de març de 2021, la seva condemna original va acabar, però estava previst que s'enfrontés a un segon conjunt de càrrecs el 14 de març. El 26 d'abril, va ser declarada culpable d'activitats de propaganda contra el govern i condemnada a un any més de presó. Ella va apel·lar, però el 16 d'octubre de 2021, la seva apel·lació va ser rebutjada pel tribunal iranià. Zaghari-Ratcliffe va ser finalment alliberada el 16 de març de 2022, immediatament després que Gran Bretanya va pagar el deute pendent de 393,8 milions de lliures a l'Iran. Va tornar al Regne Unit l'endemà.